# Aba (Hungria)
Aba é uma aldeia no Condado de Fejér, Hungria.

## História
Em 1559 era propriedade de Mihály Cseszneky e Balázs Baranyai.

## Demografia

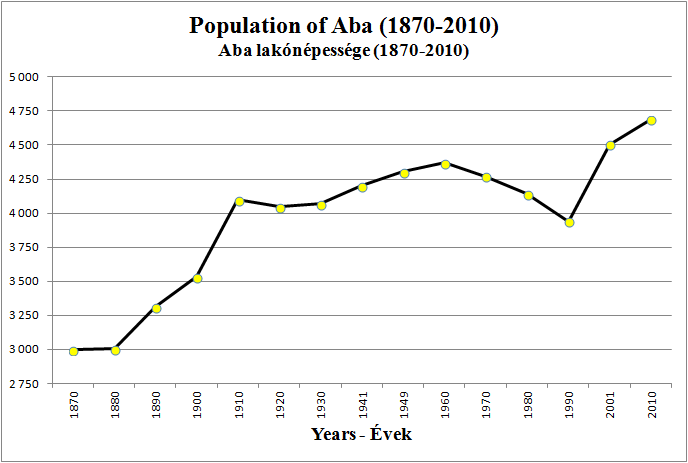
População de Aba (de 1870 a 2010)